# Villa romana del Paturro

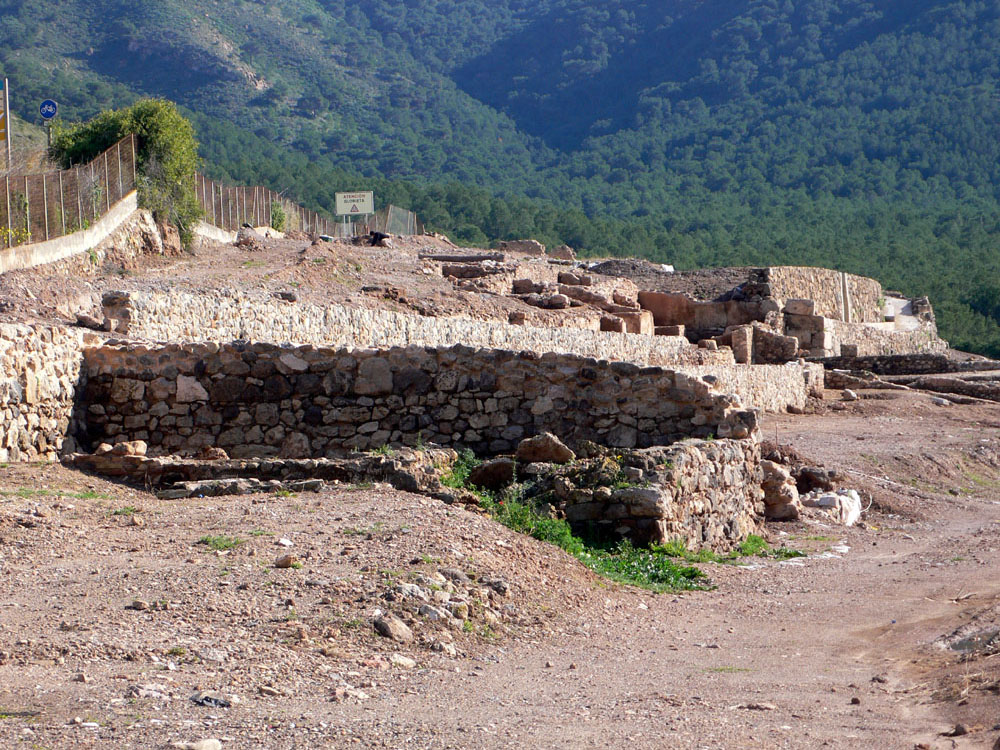
Vista general del yacimiento de la Villa del Paturro. Al fondo, el parque natural de Calblanque, Monte de las Cenizas y Peña del Águila.

La villa romana del Paturro es un yacimiento arqueológico de una gran villa romana situada en la Sierra minera de Cartagena-La Unión, en las inmediaciones del pueblo de Portmán en la Región de Murcia (España). 
El yacimiento fue descubierto en 1969 y desde entonces ha sido objeto de varias campañas de investigación arqueológica. Las excavaciones han puesto de manifiesto la existencia, en sectores aterrazados, de dos partes bien diferenciadas:
- Una parte, decorada con gran lujo de materiales, dedicada a vivienda.
- Otra parte dedicada a la explotación industrial.

## Cronología
La villa del Paturro muestra dos niveles diferentes de ocupación:
- Un primer nivel de época republicana en el que la villa estaría vinculada a la explotación de plata, plomo y otros metales de las minas de Carthago Nova.

- Un segundo nivel a partir de los siglos I y II d. C. en los que la villa aparece asociada a explotaciones de garum (salazones de pescado).

A partir del s.III d. C. se constata el abandono de la Villa.

## Restos materiales destacables

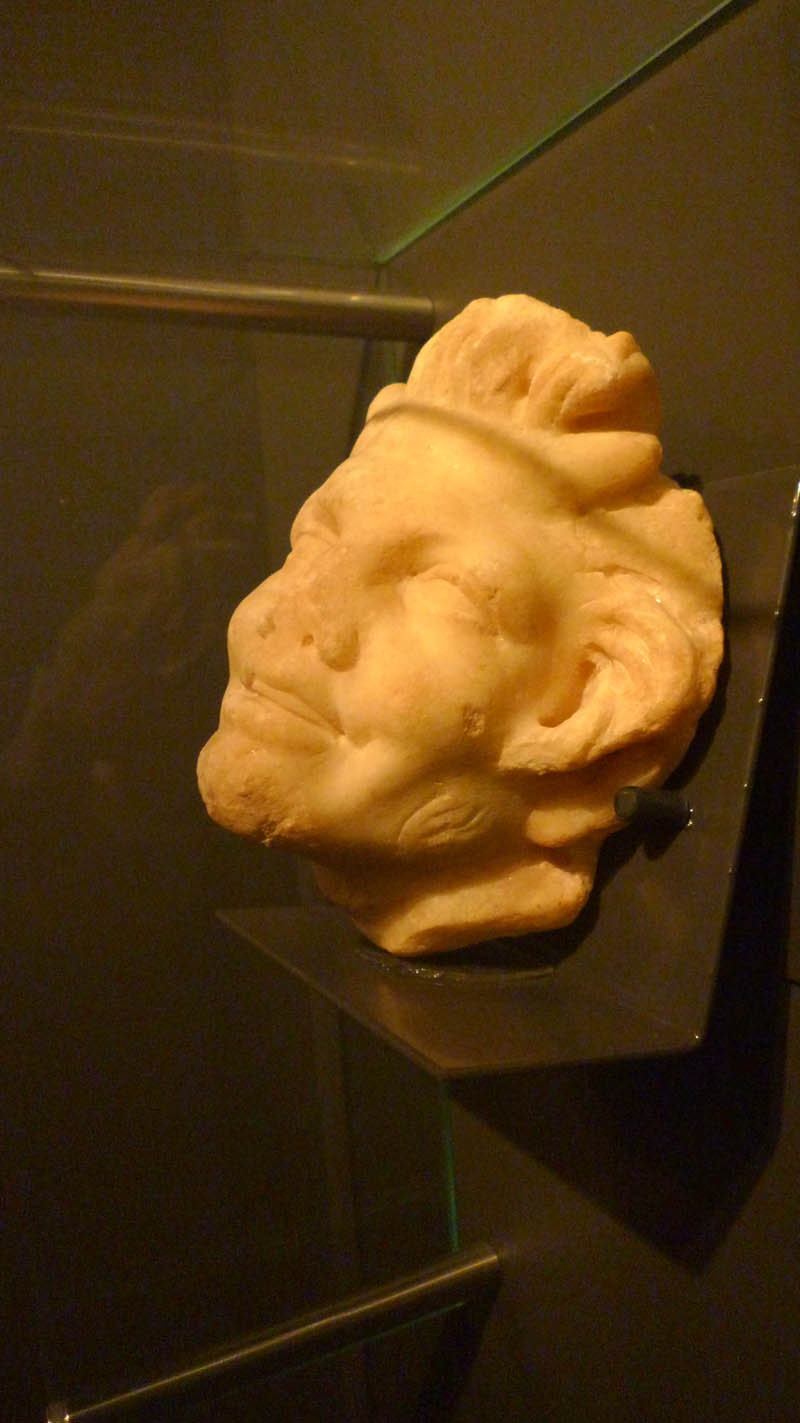
Cabeza de sátiro encontrada en la villa.Museo arqueológico de Murcia.

De entre todos los restos encontrados destaca sobre todo un gran mosaico polícromo (el más grande de la Región de Murcia) que muestra las figuras de una deidad y un pavo real.
Es destacable también la cabeza en mármol blanco de un sátiro.
Se han encontrado también numerosos restos de pintura parietal y revestimientos y elementos arquitectónicos de mármoles de diferentes tipos.
El gran mosaico polícromo, con algunos otros fragmentos de las excavaciones, se encuentra depositado en el Museo Arqueológico de La Unión situado en la pedanía de Portmán, mientras que el resto de materiales se encuentran repartidos entre los museos arqueológicos de Cartagena y Murcia.
La Consejería de Cultura de la Región de Murcia presentó un proyecto de recuperación y musealización del yacimiento que a principios de 2009 se está ejecutando.
El yacimiento se encuentra en el límite del parque natural de Calblanque, Monte de las Cenizas y Peña del Águila.

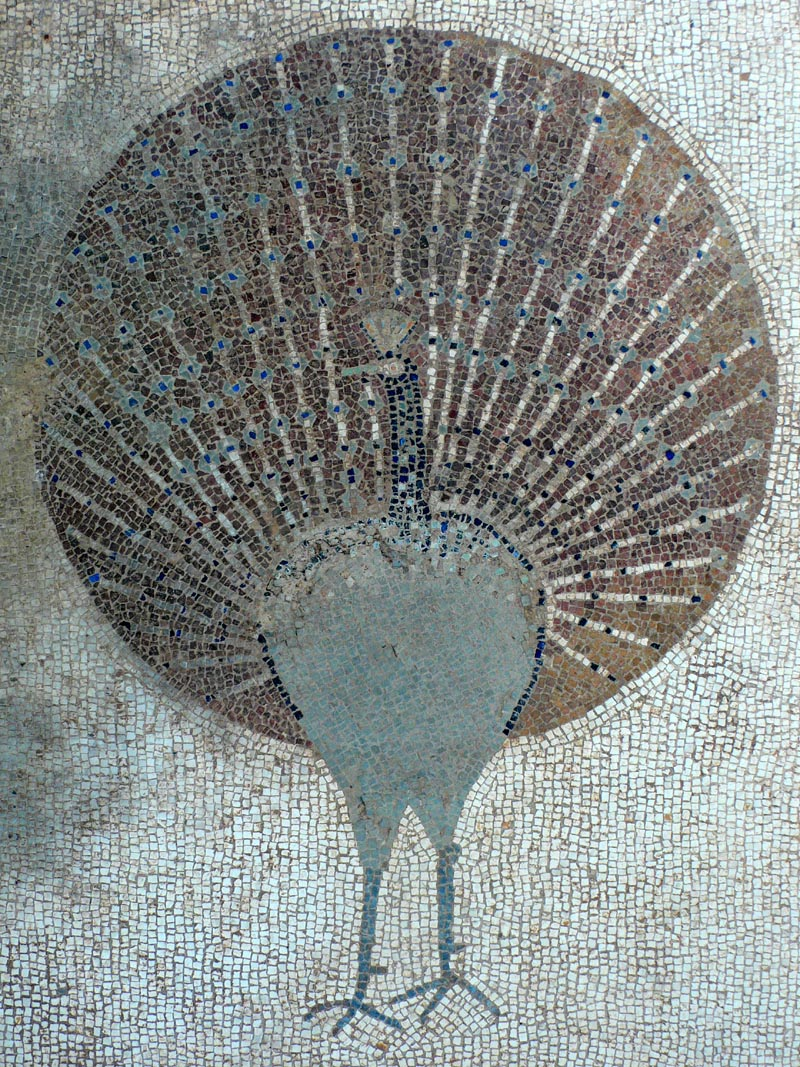
Mosaico en el Museo arqueológico de Portmán.
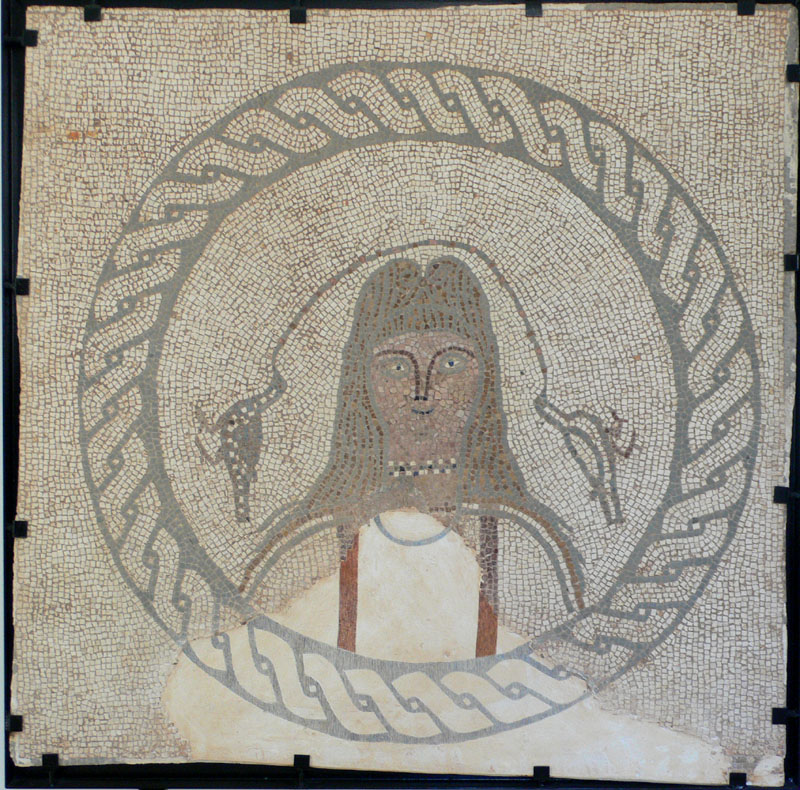
Mosaico en el Museo arqueológico de Portmán.
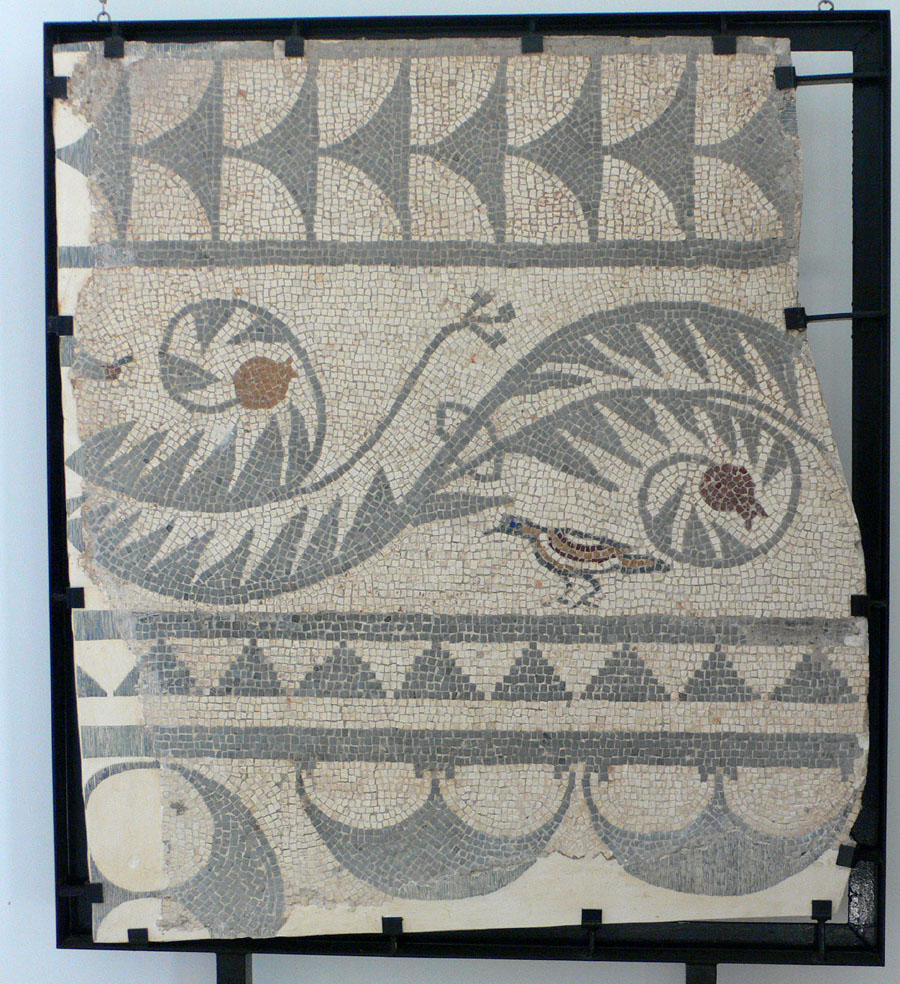
Mosaico en el Museo arqueológico de Portmán.
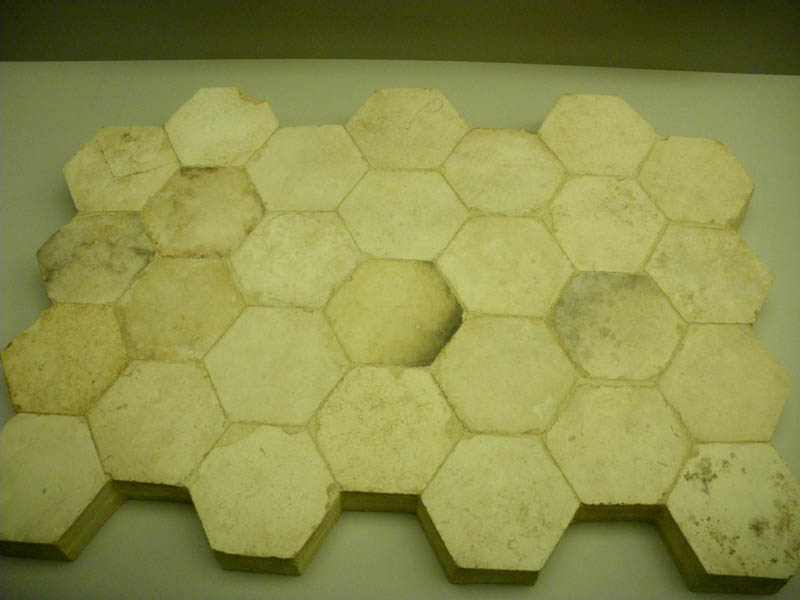
Fragmento de suelo. Museo arqueológico de Murcia .
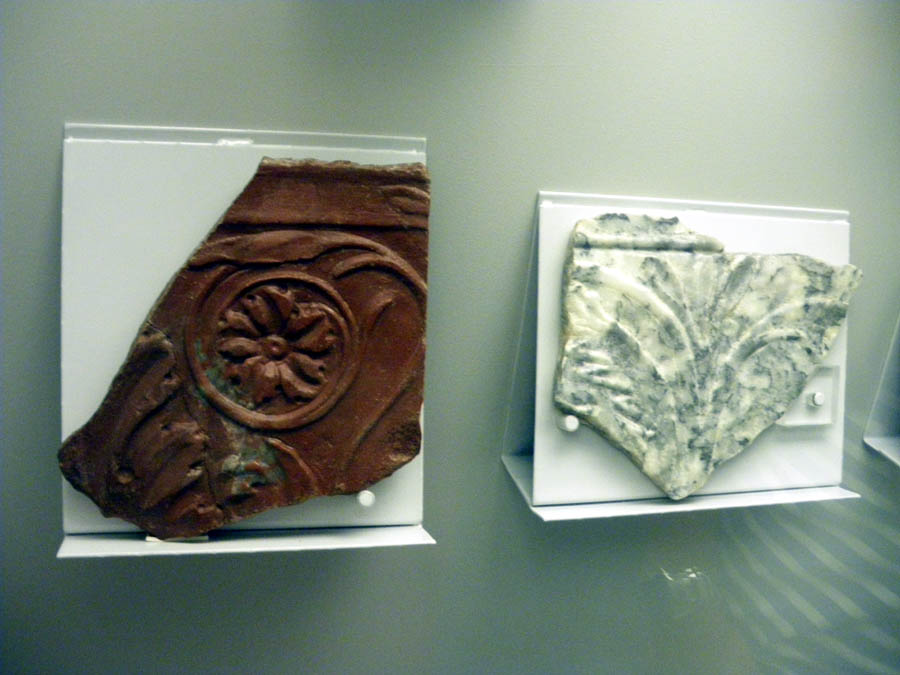
Decoración parietal. Museo arqueológico de Murcia.
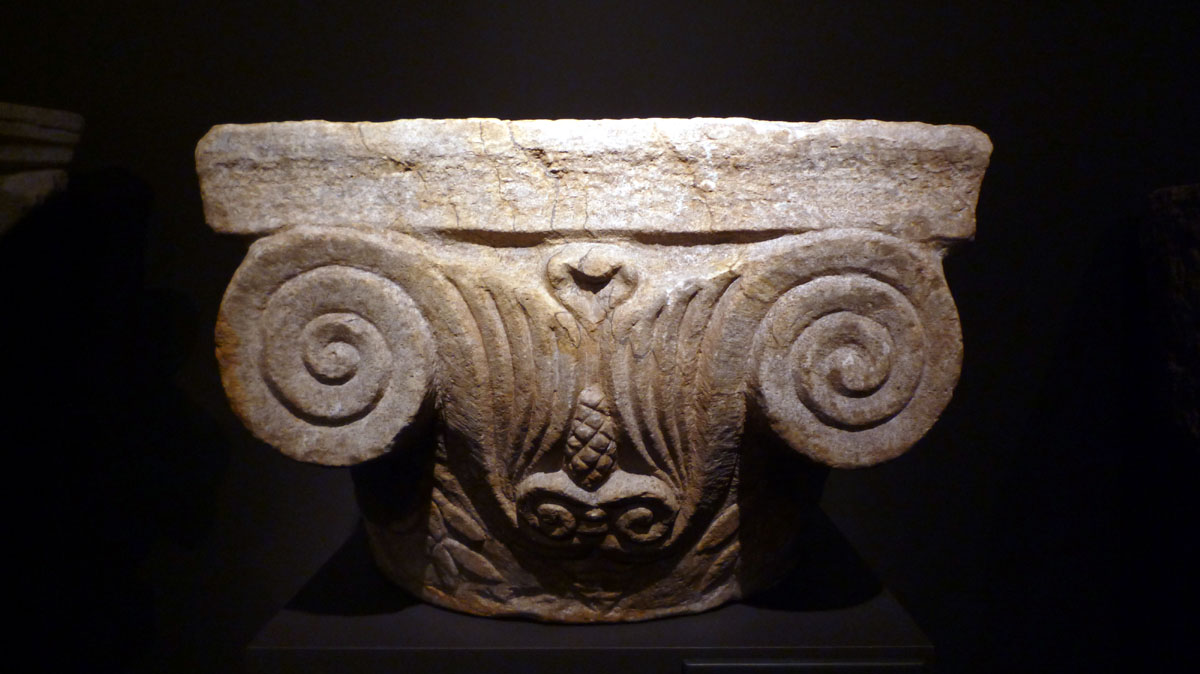
Capitel jónico.
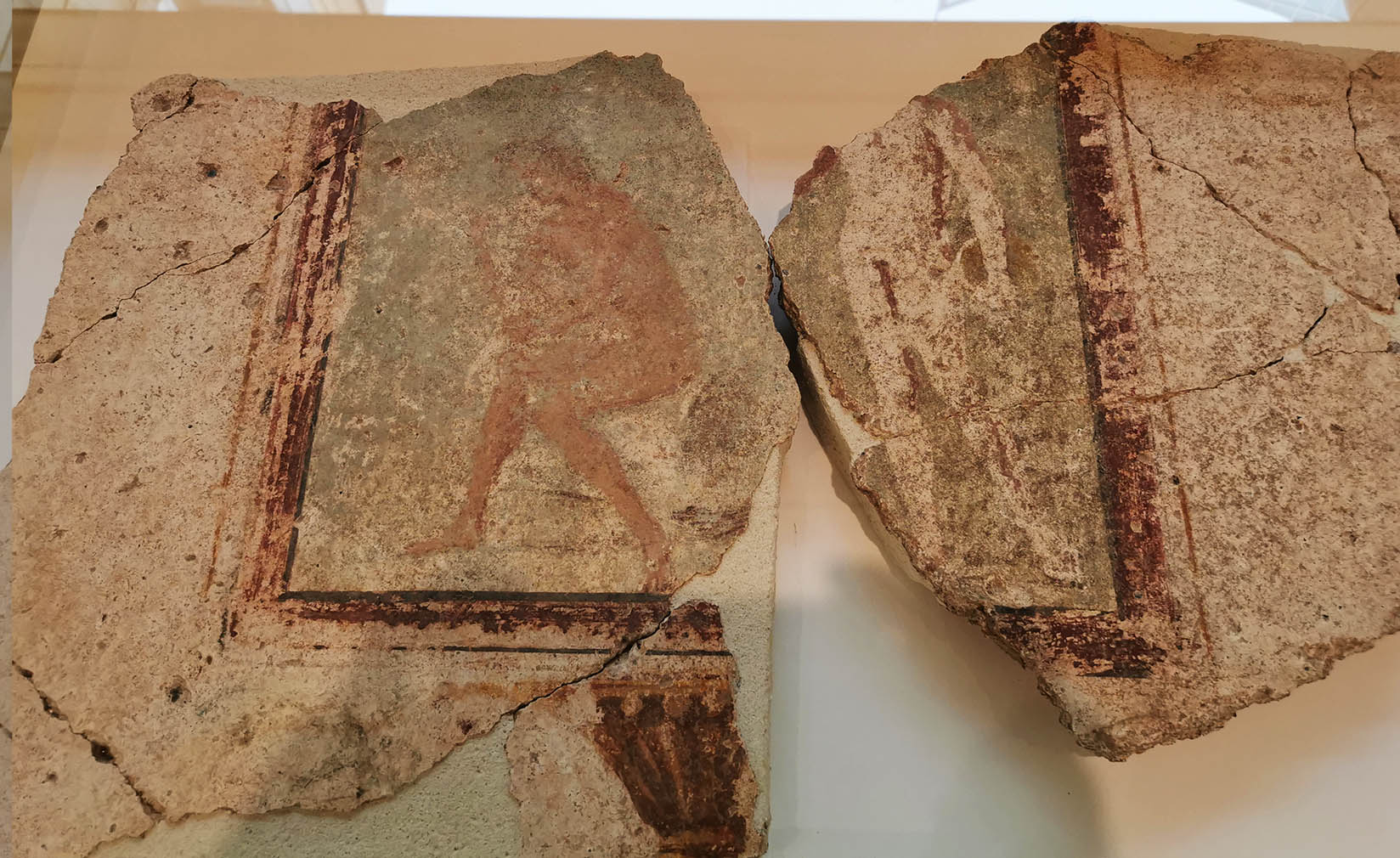
Pintura mural con escena de palestra. museos arqueológico de Cartagena